# Erzbistum Aracaju
Das Erzbistum Aracaju (lat.: Archidioecesis Aracaiuensis) ist eine römisch-katholische Erzdiözese mit Sitz im brasilianischen Aracaju im Bundesstaat Sergipe.

## Geschichte
Das Bistum wurde am 3. Januar 1910 durch Papst Pius X. aus dem Erzbistum São Salvador da Bahia heraus gegründet. Mit der Errichtung der beiden Suffraganbistümer Estância und Propriá durch Johannes XXIII. am 30. April 1960 wurde das Bistum zum Erzbistum erhoben.

## Bischöfe
- José Tomas Gomes da Silva, 1911–1948
- Fernando Gomes dos Santos, 1949–1957, dann Erzbischof von Goiânia
- José Vicente Távora, 1957–1970
- Luciano José Cabral Duarte, 1971–1998
- José Palmeira Lessa, 1998–2017
- João José da Costa OCarm, 2017–2023
- Josafá Menezes da Silva, seit 2024